# Phyllomys mantiqueirensis
Phyllomys mantiqueirensis é uma espécie de roedor da família Echimyidae.
É endêmica do Brasil, onde é conhecida apenas da localização-tipo na Serra da Mantiqueira, Minas Gerais.